# Surprize
Die britische Surprize war eines der Schiffe der berüchtigten Second Fleet nach Port Jackson in Australien. Mit 400 Tonnen war sie das kleinste Schiff der Flotte und ein für eine so lange Reise ungeeignetes Fahrzeug, das schon bei etwas schlechterem Wetter Wasser eindringen ließ. Bei rauer See und starken Böen waren die Sträflinge nach einem Bericht des Kommandierenden der Bewachung „beträchtlich über den Hüften im Wasser“. Sie war für die Rückreise von der Britischen Ostindien-Kompanie gechartert worden, um in Kanton Tee zu laden.
Zusammen mit der Neptune und der Scarborough lief sie am 19. Januar 1790 mit 254 männlichen Sträflingen an Bord in England aus. Ihr Kapitän war Nicholas Anstis, der Erste Maat auf der Lady Penrhyn während der Reise der First Fleet, Schiffsarzt war William Waters. Sie kam am 13. April 1790 am Kap der Guten Hoffnung an, wo sie 16 Tage verbrachte, um Proviant zu übernehmen. Sie wurde in schwerem Wetter von den beiden anderen Schiffen getrennt und traf am 23. Juni vor Port Jackson ein. Widrige Winde bliesen sie jedoch wieder auf das Meer hinaus, so dass sie den Hafen erst am 26. Juni nach insgesamt 158-tägiger Reise erreichte. Während dieser Reise starben 36 (14 %) der Sträflinge, weitere 121 (48 %) waren bei der Landung krank.
Am 1. August 1790 legte die Surprize mit D’Arcy Wentworth und Catherine Crowley nach Norfolk Island ab. Bevor die Surpize im August dort ankam, wurde ihr Sohn William Charles Wentworth geboren, einer der Entdecker der Durchquerung der Blue Mountains. Wentworth nahm auf der Insel eine Arbeit als Arzt auf.